# Brachschwalbenartige
Die Brachschwalbenartigen (Glareolidae) sind eine Vogelfamilie aus der Ordnung der Regenpfeiferartigen (Charadriiformes).

## Merkmale
Brachschwalbenartige sind in der Regel bräunlich, beige oder grau gefärbt oft mit tarnenden Fleckenmustern und schwärzlichen Streifen. Der Kopf ist klein und auf der Oberseite relativ flach. Der Schnabel ist kurz und gebogen. Damit enden die äußerlichen Gemeinsamkeiten aber schon. Wegen der erheblichen Unterschiede sind die Merkmale ausführlich in den Artikeln Brachschwalben und Rennvögel dargestellt.

## Lebensweise
Rennvögel suchen ihre Nahrung wie Insekten, Schnecken und Eidechsen immer am Boden, während Brachschwalben mit ihrem breiten Schnabel Insekten in der Luft fangen. Sie verschmähen jedoch auch keine vom Boden aus gut zu erreichenden Beutetiere. Alle Arten sind Bodenbrüter, die Jungen sind Nestflüchter.

## Verbreitung und Lebensraum
Diese Familie ist auf die wärmeren Gebiete der Alten Welt beschränkt. Die Vögel kommen in Südeuropa, im südlichen und zentralen Asien, in Afrika südlich der Sahara, in Nordafrika, auf der Arabischen Halbinsel und in Australien vor. Rennvögel bewohnen trockene Gebiete wie Steppen. Brachschwalben sind an die am Wasser lebenden Insekten gebunden und daher auch nicht weit davon anzutreffen. Brachschwalben sind Zugvögel, Rennvögel meistens Standvögel.

## Systematik
Die Familie gehört zu den Regenpfeiferartigen (Charadriiformes) und dort zur Unterordnung Lari. Schwestergruppe der Brachschwalbenartigen ist der Reiherläufer (Dromas ardeola (Familie Dromadidae)) und die von beiden gebildete Klade ist die Schwestergruppe der übrigen Angehörigen der Lari mit Ausnahme der basalen Laufhühnchen (Turnicidae).
Zu den Brachschwalbenartigen gehören zwei äußerlich vollkommen unterschiedliche Vogeltypen, die Rennvögel, die sich vorwiegend laufend am Boden aufhalten und die Brachschwalben, die wendige Flieger sind. Beide Gruppen hatten ursprünglich den Rang von Unterfamilien innerhalb der Brachschwalbenartigen. Da die Rennvogelgattung Rhinoptilus aber in einem Schwestergruppenverhältnis zu allen anderen Gattungen der Brachschwalbenartigen steht, ist zumindest die Unterfamilie der Rennvögel damit paraphyletisch. In der im Folgenden wiedergegebenen Systematik nach Winkler und Kollegen werden die Unterfamilien deshalb nicht aufgeführt. Es gibt vier Gattungen mit insgesamt 17 Arten:
- Cursorius
  - Koromandelrennvogel (Cursorius coromandelicus) – Asien
  - Rennvogel (Cursorius cursor) – Afrika und Asien
  - Rostrennvogel (Cursorius rufus) – Südl. Afrika
  - Somalirennvogel (Cursorius somalensis) – Afrika
  - Temminckrennvogel (Cursorius temminckii) – Afrika
- Glareola
  - Graubrachschwalbe (Glareola cinerea)
  - Sandbrachschwalbe (Glareola lactea)
  - Orientbrachschwalbe (Glareola maldivarum)
  - Schwarzflügelbrachschwalbe (Glareola nordmanni)
  - Halsband-Brachschwalbe (Glareola nuchalis)
  - Madagaskarbrachschwalbe (Glareola ocularis)
  - Rotflügelbrachschwalbe (Glareola pratincola)
- Rhinoptilus
  - Doppelband-Rennvogel (Rhinoptilus africanus) – Afrika
  - Godavarirennvogel (Rhinoptilus bitorquatus) – Indien
  - Amethystrennvogel (Rhinoptilus chalcopterus) – Afrika
  - Bindenrennvogel (Rhinoptilus cinctus) – Afrika
- Stiltia
  - Stelzenbrachschwalbe (Stiltia isabella)

Der Krokodilwächter wurde traditionell zu den Rennvögeln gezählt, wird heute aber in die Pluvianidae, eine eigene monotypische Familie gestellt.

## Belege
1. 1 2  
David W. Winkler, Shawn M. Billerman, Irby J. Lovette: Bird Families of the World: A Guide to the Spectacular Diversity of Birds. Lynx Edicions (2015), ISBN 978-8494189203. Seite 147–148.
2. ↑  Sergio L. Pereira und Allan J. Baker: The enigmatic monotypic crab plover Dromas ardeola is closely related to pratincoles and coursers (Aves, Charadriiformes, Glareolidae). Genet Mol Biol. 2010 Jul-Sep; 33(3): 583–586. doi: 10.1590/S1415-47572010000300033
3. ↑  
David Černý, Rossy Natale: Comprehensive taxon sampling and vetted fossils help clarify the time tree of shorebirds (Aves, Charadriiformes). Molecular Phylogenetics and Evolution, Band 177, Dezember 2022, doi: 10.1016/j.ympev.2022.107620
4. ↑  Sandpipers, snipes, coursers; IOC World Bird List v13.1
5. ↑  Buttonquail, plovers, painted-snipes, jacanas, plains-wanderer, seedsnipes; IOC World Bird List v13.1